# Condado de Blaine (Idaho)
O Condado de Blaine é um dos 44 condados do Estado americano do Idaho. A sede do condado é Hailey, que é também a sua maior cidade. O condado tem uma área de 6892 km² (dos quais 42 km² está coberto por água), uma população de 18 991 habitantes, e uma densidade populacional de 1,3 hab/km² (segundo o censo nacional de 2000). O condado foi fundado em 1895. Recebeu o seu nome como homenagem ao congressista, Secretário de Estado e candidato à presidência James G. Blaine.
Neste condado fica a famosa estância turística de Sun Valley.